# Wiolaksantyna
Wiolaksantyna, E161e – organiczny związek chemiczny z grupy ksantofili (podgrupa karotenoidów). Naturalny, pomarańczowy barwnik spożywczy, występujący w kwiatach fiołków (Viola).
Ksantofile są częścią aparaty fotosyntetycznego roślin wyższych, mogą być zarówno barwnikami pomocniczymi absorbującymi energię świetlną, jak i elementami strukturalnymi kompleksów zbierających światło. Energia wzbudzenia może być przenoszona z wiolaksantyny z wydajnością około 54%. Także u glonów stwierdzono przyczynianie się wiolaksantyny do absorpcji świata.
Wiolaksantyna bierze udział w cyklu ksantofilowym chroniącym rośliny przed nadmiarem światła. Wzajemne przekształcenie w zeaksantynę odbywa się z przy udziale deepoksydazy wiolaksantyny i epoksydazy zeaksantyny. Produktem pośrednim jest anteraksantyna. Cykl ksantofilowy zapewnia ochronę przed nadmiarem światła roślinom oraz glonom. Przekształcenie wiolaksantyny w zeaksantynę wiąże się ze mianami konformacyjni w kompleksach LHC co umożliwia wygaszenie fluorescencji przez rozpraszanie ciepła. Wiolaksantyna jest też substratem dla szlaku biosyntezy kwasu abscysynowego.
Wiolaksantyna jest także stosowana (choć już rzadko) do barwienia żywności. Dopuszczalne dzienne spożycie wynosi 5 mg/kg ciała.